# 郎静山故居
郎静山故居位于中国江苏省淮安市清江浦区闸口街道都天庙前巷27-5号。是一座清代四合院，占地800平方米，现存8间房屋，约300平方米。郎静山（1892-1995）祖籍浙江兰溪，1892年出生于此。

## 保护
2009年6月12日，郎静山故居列为第四批淮安市文物保护单位。